# Скопівка
Скопі́вка — село в Україні, в Отинійській селищній громаді Коломийського району Івано-Франківської області.

## Населення

### Мова
Розподіл населення за рідною мовою за даними перепису 2001 року:
| Мова            | Кількість | Відсоток |
| --------------- | --------- | -------- |
| українська      | 443       | 99.11%   |
| російська       | 1         | 0.22%    |
| білоруська      | 1         | 0.22%    |
| інші/не вказали | 2         | 0.45%    |
| Усього          | 447       | 100%     |

## Церква
Церква Вознесіння Господнього 1891 р. — пам'ятка архітектури місцевого значення №833. У 2016 р. громада перейшла з-під юрисдикції УАПЦ в УПЦ КП.

## Відомі люди

### Народилися
- Нестайко Денис Порфирович (27 березня 1859 — квітень 1936) — український греко-католицький священик, громадський діяч. Крилошанин.[4] Дід відомого дитячого письменника Всеволода Нестайка. Онук пароха Отинії о. Теодора Нестайка.
- Бендасюк Семен Юрійович (1877 — 1965) — діяч-москвофіл.
- Матейко Любомир Михайлович (*1969) — художній керівник ансамблю «Дніпро», заслужений артист України.